# هنادی کراسلینکوف
هنادی کراسلینکوف (اوکراینی: Геннадій Красильников؛ زادهٔ ۳۰ مارس ۱۹۷۷) ورزشکار اهل اوکراین است.